# Microsoft Exchange Server
Microsoft Exchange – system pocztowy przeznaczony dla systemów Windows NT.

## Historia
Kolejne wersje oferują coraz większą ilość usług oraz gwarantują wyższy poziom skalowalności.

### Wersje 4.x i 5.x
System Microsoft Exchange istnieje na rynku od wersji 4.0. Kolejne wersje to 5.0 i 5.5. Do wersji 5.5 system przeznaczony był dla systemów Windows NT w wersjach 3.x i 4.0.

### Wersja 6.0 (2000)
Następcą wersji 5.5 była wersja 6.0 znana na rynku jako Exchange 2000. Wersja ta przeznaczona jest tylko dla systemu Windows 2000 Server – nie może być instalowana na wcześniejszych wersjach systemu Windows NT (brak usługi katalogowej Active Directory oraz inne ograniczenia). Istnieją też formalne przeszkody przed instalacją w systemie Windows Server 2003, choć instalacja ta jest możliwa do przeprowadzenia.

### Wersja 2003 (6.5)
Po wersji Exchange 2000 następną jest Exchange 2003 (wewnętrznie 6.5). Wersja ta podobnie jak poprzednia uzależniona jest od obecności usługi katalogowej, można jednak instalować ją w systemach Windows 2000 i Windows 2003.

### Exchange 2007
Następcą wersji Exchange 2003 jest Exchange 2007, oznaczony wcześniej nazwą kodową „Exchange 12". Został on oficjalnie wydany w lutym 2007 roku. Wersja produkcyjna tego serwera pocztowego jest przeznaczona jedynie dla procesorów 64-bitowych (w odróżnieniu od testowej, dostępnej również dla procesorów 32-bitowych).

### Exchange 2010
Kolejna wersja serwera Exchange wydana jako wersja RTM (Release to manufacturing) w maju 2009 r. W porównaniu do poprzednich wersji zmieniony został m.in. system klastrowania, sposób zarządzania uprawnieniami (wprowadzono granularne nadawanie uprawnień - RBAC).

### Exchange 2013
11 października 2012 roku Microsoft wydał serwer Exchange w wersji 2013. Najważniejsze z nowych funkcji to interfejsy typu webmail (Outlook Web App) przystosowane dla komputerów biurkowych, tabletów i telefonów, a także nowy panel administratora obsługiwany z przeglądarki internetowej. Ponadto wprowadzono m.in. integrację z Microsoft SharePoint oraz obsługę macierzy dyskowych o pojemnościach do 8 TB.

### Exchange 2016
Kolejna wersja serwera Exchange upubliczniona w wersji Preview 22 lipca 2015, a jako wersja RTM 1 października 2015 r. Zapowiadany koniec cyklu wsparcia tej wersji to koniec 2020, a rozszerzonego wsparcia koniec 2025 roku.

### Exchange 2019
Najnowsza odsłona serwera pocztowego Exchange zaprezentowana na koniec lipca 2018 roku. Exchange w wersji RTM został wydany 22 października 2018. 
Wydanie wersji RTMowej wiązało się z zabawną wpadką Microsoftu. Stało się tak ponieważ w dniu wydania Exchange 2019 administratorzy i testerzy nie mieli możliwości zainstalować oprogramowania ze względu na brak kompatybilnego z nim systemu operacyjnego - Microsoft kilka dni wcześniej uniemożliwił pobieranie plików instalacyjnych Windows Server 2019, który jest wymagany do zainstalowania najnowszej wersji Exchange.

## Ogólny opis systemu
- kalendarz i planowanie spotkań dla zespołu
- szyfrowanie i podpisywanie poczty z wykorzystaniem kluczy publicznych/prywatnych
- foldery publiczne
- filtry antyspamowe
- praca w konfiguracjach klastrowych

### Filtry antyspamowe
Od samego początku systemu Exchange stos SMTP był rozbudowywany o kolejne zabezpieczenia antyspamowe, a w wersji 2003 z zestawem poprawek nr 2 (SP2) integralną częścią systemu jest konfigurowalny filtr antyspamowy. Istnieje wiele opcjonalnych rozwiązań antyspamowych dla MS Exchange: Barracuda Spam Firewall, BrightMail AntiSpam, SecurityGateway, SpamWall.

## Obsługiwane protokoły
Serwer Exchange od początku zorientowany był na dostęp zarówno przy pomocy klasycznych klientów pocztowych (przy pomocy SMTP/POP3, później IMAP4), jak i klientów dedykowanych (Microsoft Outlook). Pełną funkcjonalność można osiągnąć dopiero wykorzystując klienta dedykowanego lub zbliżony poziom dostępu przy pomocy przeglądarki internetowej (usługa OWA – Outlook Web Access).

### Protokoły komunikacyjne
- SMTP
- IMAP4
- X.400

### Protokoły dostępu dla użytkowników
- POP3
- IMAP4
- HTTP – dostęp web (Outlook Web Access)
- SMTP
- MAPI w tym wersja RPC over HTTP, czyli tunelowanie RPC w kanale HTTP

## Exchange Online
Microsoft Exchange Online to oprogramowanie udostępniające funkcjonalność porównywalną z tradycyjnym serwerem Exchange hostowaną w chmurze. Administracja usługą odbywa się za pośrednictwem interfejsu WWW. Exchange Online został wprowadzony w roku 2005, a w roku 2011 dodano funkcjonalności serwera Exchange w wersji 2010. 

## Systemy pocztowe z porównywalną funkcjonalnością
Podobne funkcjonalnie systemy to: Lotus Domino Server, Novell GroupWise, MDaemon, Zimbra.